# Immenstaad am Bodensee
Ne doit pas être confondu avec Immenstadt im Allgäu.
Immenstaad am Bodensee est une commune de Bade-Wurtemberg (Allemagne), située dans l'arrondissement du Lac de Constance, dans la région Bodensee-Oberschwaben, dans le district de Tübingen, sur le rivage nord du Lac de Constance, près des frontières autrichienne et suisse. Sa population s'élevait à 6 005 habitants le 31 décembre 2005.

## Histoire
La première référence d'Immenstaad dans les documents officiels date de 1094, quand le duc bavarois Welf Ier de Bavière acquit l'abbaye de Weingarten. En 1806 la ville devint une ville-frontière de l'État de Bade-Wurtemberg.
Immenstaad était le siège de l'ancienne entreprise aérospatiale Dornier, qui fait aujourd'hui partie d'AIRBUS DS. Elle est plus connue pour sa viticulture et son arboriculture fruitière.

## Patrimoine
- Château de Hersberg